# 五里箐乡
五里箐乡（羅馬化：vux ni qyp），是中华人民共和国四川省凉山彝族自治州越西县曾经下辖的一个乡。2021年1月12日，撤销五里箐乡，原五里箐乡马扎村所属行政区域为马拖镇的行政区域；原五里箐乡改古村、达支村、古木村、普提村、仁洪村、斯拉村、五里村、足吾村所属行政区域划归书古镇管辖。

## 行政区划
五里箐乡撤销前下辖以下地区：
五里村、足吾村、古木村、斯拉村、普提村、达支村、仁洪村、改古村和马扎村。